# Octave Fréret
Octave Fréret est un architecte français.

## Biographie
Octave Fréret naît le 3 mai 1825 à Rouen, au 29 rue de la Grosse-Horloge, fils de Louis Pascal Romain Fréret, chevalier de la Légion d'honneur, et d'Octavie Julie Ernult.
Il étudie au lycée de Rouen et y termine ses études en 1842.
Il est en 1886 membre fondateur des Amis des monuments rouennais. Il est également membre de la commission départementale d'architecture et de la Société libre d'émulation où il enseigne la géométrie descriptive.
Architecte du département de la Seine-Inférieure et membre de la commission départementale d'architecture, il sera membre du jury décidé par le conseil municipal de Rouen en novembre 1876 pour désigner le lauréat du concours portant sur la reconstruction du théâtre.
Il vit en 1897 au 4 quai du Havre à Rouen.

## Réalisations
- projet de surélévation de l'école des sœurs d'Ernemont à Bolbec - 1865, non réalisé
- presbytère (école maternelle Edmée Marc-Hattinguais) à Bolbec - 1866
- transept de l'église Saint-Martin à Fréville - 1872-1879
- hôtel de ville à Bolbec - 1881